# Wainfleet St Mary
Wainfleet St Mary est une paroisse civile et un village du Lincolnshire, en Angleterre.